# 12 punten van de Hongaarse Revolutionairen van 1848

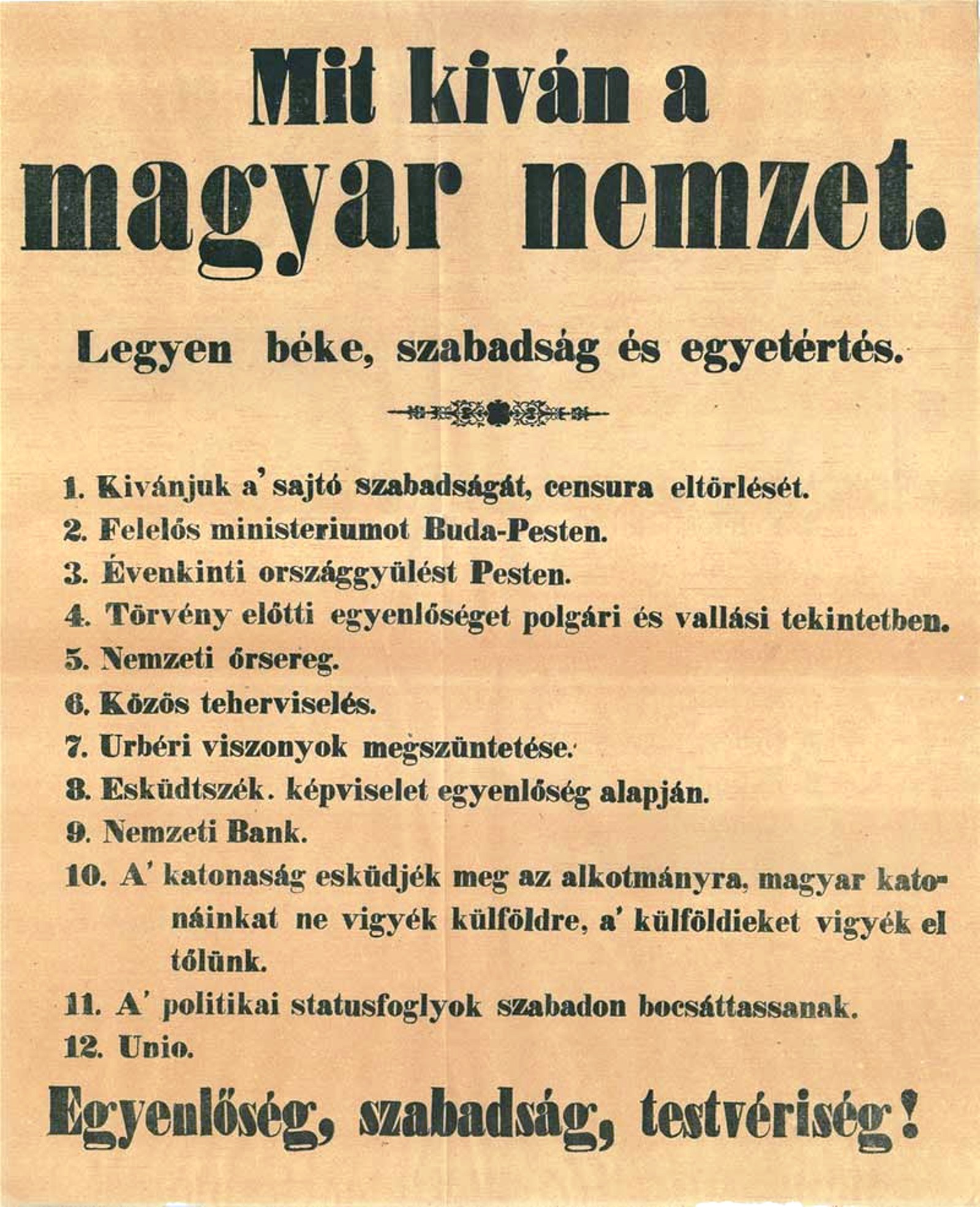
De originele 12 punten uit 1848

De 12 punten (Hongaars: 12 pont) was een lijst met eisen geschreven door de leiders van de Hongaarse Revolutie van 1848.

## Geschiedenis
In de ochtend van 15 maart 1848 marcheerden de revolutionairen door de stad Pest. Hierbij werd het gedicht Nemzeti dal van Sándor Petőfi en de twaalf punten voorgelezen aan de menigte (die tot enkele duizenden groeide). Er werd verklaard dat er een einde moest komen aan de censuur en het gedicht en de lijst met eisen werd gedrukt bij de uitgevers Landerer en Heckenast. Er volgde een massabetoging voor het pas gebouwde Nationale Museum waarna de menigte zich naar Boeda begaf, aan de andere kant van de Donau. Ze gingen naar het kantoor van de gouverneur-generaal waar de vertegenwoordigers van de Oostenrijkse keizer Ferdinand I akkoord gingen om de 12 punten te ondertekenen.

## De 12 punten
1. Wij willen persvrijheid en de afschaffing van de censuur.
2. Een verantwoordelijke regering in Boeda-Pest.
3. Een jaarlijkse parlementaire zitting in Pest.
4. Burgerlijke en religieuze gelijkheid voor de wet
5. Een Hongaarse nationale wacht
6. Het gezamenlijk delen van de belastingsdruk
7. Afschaffing herendienst
8. Jury’s en vertegenwoordiging op gelijke basis.
9. Een nationale bank
10. Het Hongaarse leger moet trouw zweren aan de grondwet, onze soldaten moeten niet naar het buitenland verkast worden en buitenlandse soldaten moeten weg uit ons land.
11. Bevrijding van politieke gevangenen
12. Unie met Transsylvanië